# Сільванус Дун Дун
Сільванус Дун Дун (27 січня 1949) — індійський хокеїст на траві.
Олімпійський чемпіон 1980 року.
Срібний призер Азійських ігор 1978 року.